# Rhaponticoides
Rhaponticoides es un género de plantas con floresherbáceas perteneciente a la familia Asteraceae con unas 30 especies.
- Nota: Todas las especies del género estaba anteriormente clasificada como Centaurea subgénero Centaurea en su sentido tradicional, pero se ha demostrado, a través de estudios moleculares, que dicho subgénero erá polifilético lo que llevó a segregar las especies involucradas y reinstaurar para ellas el género Rhaponticoides Vaill., 1718, de tal manera que ahora deben atribuirse todas a dicho género.[2][3][4]

## Descripción
Son plantas herbáceas perennes con tallos no alados simples o ramificados. Las hojas basales son frecuentemente en roseta y las caulinares alternas, casi todas pecioladas, no decurrentes, más o menos enteras, denticuladas, pinnatífidas o pinnatisectas. Los capítulos son terminales, solitarios o en inflorescencias cimosas, algo pedunculados. Tienen el involucro ovoide con 5-9 series de brácteas imbricadas y adpresas, más grandes centripetamente, con un apéndice apical escarioso, discolor, entero o lacerado, lateralmente decurrente. El receptáculo, algo convexo, es alveolado y con páleas setáceas. Los flósculos periféricos son femeninos o neutros y con estaminodios, patentes o erecto-patentes y mucho más grandes que los del centro, hermafroditas. La corola de las flores es de color purpúreo, rosado, blanco o amarillo; la de las flores periféricas, prácticamente actinomorfa con 4 o 5 lóbulos casi iguales; la de las flores hermafroditas centrales la tienen pentámera con lóbulos. El estilo es liso, con dos ramas delimitadas por un anillo de pelos colectores cortos; es rodeado en la base por un nectario persistente en el fruto. Las cipselas son homomorfos o heteromorfos, prismáticos, obovoides u piramidales, de sección más o menos cuadrangular o rómbica, con 4 costillas longitudinales y generalmente rugulosas, glabros, truncados en el ápice por la placa apical de borde entero o algo crenulado, y un nectario central rodeado de un vilano doble, de escamas libres, persistente, o bien cuando las cipselas son heteromorfas doble las de los flósculos centrales y simple en las periféricas; cuando es simple: una sola fila de setas lanceoladas; cuando es doble: el externo de 3-7 filas de escamas lineares o setáceas, desiguales, escábridas, erecto-patentes o patentes, y el interno con una sola fila de escamas estrechamente triangulares y erectas (finalmente con alguna prolongada en una seta apical), o bien oblongas y obtusas. El hilo cárpico es basal y con o sin eleosoma.

## Distribución
Las especies del género se extienden por la Cuenca Mediterránea, hasta el este Europa y la Región Irano-Turánica.

## Taxonomía
El género fue descrito y figurado por Sébastien Vaillant y publicado en Histoire de l'académie royale des sciences. Avec les mémoires de mathématique & de physique (París, 4.º), vol. 1718, p. 177-180, 186-fig. 3, 190-fig. 55, 1718 y validado en Der Konigl. Akademie der Wissenschaften in Paris Physische Abhandlungen, vol. 5, p. 165, 1754. La especie tipo es: Centaurea centaurium L.
Etimología
- Rhaponticoides: del Latín y construido a partir de los vocablos Rha, del griego Ρά, el Río Volga, y Pontīcus, -a, -um, el Ponto Euxino, con el sufijo īdēs, -Īdis, parecido a, o sea «parecido al Rhaponticum», género también creado por Sébastien Vaillant, que, según Dioscórides, erá una planta de raíz negra del mar Negro y regiones limítrofes y que, en el Pseudo Dioscórides, los romanos llaman rhâ Pónticoum.[1][7]

## Especies
- Rhaponticoides africana (Lam.) M.V.Agab. & Greuter
- Rhaponticoides alpina (L.) M.V.Agab. & Greuter
- Rhaponticoides amasiensis (Bornm.) M.V.Agab. & Greuter
- Rhaponticoides amplifolia (Boiss. & Heldr.) M.V.Agab. & Greuter
- Rhaponticoides carrissoi (Rothm.) M.V.Agab. & Greuter
- Rhaponticoides centaurium (L.) M.V.Agab. & Greuter
- Rhaponticoides dschungarica (C.Shih) L. Martins
- Rhaponticoides eriosiphon (Emb. & Maire) M.V.Agab. & Greuter
- Rhaponticoides fraylensis (Nyman) M.V.Agab. & Greuter
- Rhaponticoides hajastana (Tzvelev) M.V.Agab. & Greuter
- Rhaponticoides iconiensis (Hub.-Mor.) M.V.Agab. & Greuter
- Rhaponticoides kasakorum (Iljin) M.V.Agab. & Greuter
- Rhaponticoides linaresii (Lázaro Ibiza) M.V.Agab. & Greuter
- Rhaponticoides mykalea (Hub.-Mor.) M.V.Agab. & Greuter
- Rhaponticoides pythiae (Azn. & Bornm.) M.V.Agab. & Greuter
- Rhaponticoides razdorskyi (Karjagin ex Sosn.) M.V.Agab. & Greuter
- Rhaponticoides ruthenica (Lam.) M.V.Agab. & Greuter
- Rhaponticoides taliewii (Kleopow) M.V.Agab. & Greuter
- Rhaponticoides tamanianae (M.V.Agab.) M.V.Agab. & Greuter[2]

Especies presentes en la península ibérica
- Rhaponticoides africana (Lam.) M.V. Agab. & Greuter
- Rhaponticoides alpina (L.) M.V. Agab. & Greuter
- Rhaponticoides fraylensis (Sch. Bip. ex Nyman) M.V. Agab. & Greuter[8]

## Citología
- Número de cromosomas: x = 15.[1]